# Cabdill de Snethlage
El cabdill de Snethlage (Hemitriccus minor) és un ocell de la família dels tirànids (Tyrannidae).

## Hàbitat i distribució
Habita la selva pluvial, a les terres baixes de Brasil amazònic i extrem nord-est de Bolívia. Nord de Brasil.